# Ла-Солана
Ла-Солана (ісп. La Solana) — муніципалітет в Іспанії, у складі автономної спільноти Кастилія-Ла-Манча, у провінції Сьюдад-Реаль. Населення — 16 324 особи (2010).
Муніципалітет розташований на відстані близько 170 км на південь від Мадрида, 60 км на схід від Сьюдад-Реаля.

## Демографія
Динаміка населення (INE ):